# Уколова, Евгения Николаевна
Евге́ния Никола́евна Уко́лова (род. 17 мая 1989, Москва, СССР) — российская пляжная волейболистка, мастер спорта международного класса. Шестикратная чемпионка России, вице-чемпионка Европы, участница Олимпийских игр 2012, победительница Универсиады в Казани 2013 года в паре с Екатериной Хомяковой.

## Ранние годы
Родилась в волейбольной семье. Мать Евгении является мастером спорта, отец играл на любительском уровне. В детстве занималась плаванием и танцами, мечтала стать врачом. Впервые сыграла в волейбол в 10 лет, всерьёз увлеклась тренировками с 14 лет.
Начинала в классическом волейболе, первым профессиональным клубом в сезоне 2006/07 стал подмосковный «Заречье-Одинцово».
Параллельно пробовала силы в пляжном волейболе. Первой партнёршей стала Екатерина Раевская, а первым серьёзным испытанием — турнир Мирового тура в июле 2006 года в Санкт-Петербурге:

«Полную беспомощность продемонстрировали Евгения Уколова и Екатерина Раевская. Они установили антирекорд „Мирового тура“-2006, набрав в одной из партий против бразильянок Джулианы и Лариссы только шесть очков — 6:21, 15:21. В сетке проигравших эти две россиянки, непонятно по каким критериям получившие „уайлд кард“, были разгромлены австралийками Саммер Лоховиц и Тамсин Барнетт — 9:21, 9:21»— Портал Южного региона
В 2007 году решила окончательно сменить специализацию и перешла во вновь созданный клуб из Владивостока «Приморье», сделавший ставку на пляжную разновидность игры:

«В привычном волейболе очень сильная конкуренция, на первые роли выходят не технические способности игрока, а его физические данные. Меня, например, природа не одарила большим ростом. Но представилась возможность попробовать себя в пляжном волейболе. Начала заниматься, понравилось, а затем пришли результаты. Сначала многое смущало, вплоть до формы одежды. Бывшие одноклубницы спрашивали: „Ты что, в купальнике тренируешься!?“»— Интервью еженедельнику «Дальневосточные ведомости»
Окончила экономический факультет МАТИ — Российского государственного технологического университета имени К. Э. Циолковского.

## Выступления на высшем уровне

### 2007—2010 годы
Свой первый чемпионат России выиграла в сентябре 2007 года в паре с Марией Братковой.
Вместе с ней же в июле 2008 года завоевала в португальском Эшпинью золото чемпионата Европы в возрастной группе до 23 лет (Уколовой лишь исполнилось 19). Весь турнир дуэт прошёл без поражений. Спустя месяц выиграла и чемпионат Европы среди 20-летних в итальянском Сан-Сальво, составив тандем с Анной Марковой. А в паре с Братковой в сентябре завершила победой второй подряд чемпионат России в Сочи.
На взрослом международном турнире Уколова и Браткова заявили о себе в 2009 году, заняв третье место на этапе Мирового тура 2009 в Пхукете. На тот момент это был лучший в истории России результат.
Затем уровень выступлений дуэта несколько снизился. Чемпионат России 2009 года Уколова и Браткова завершили третьими (победив в открытом Кубке России), а чемпионат 2010 года — вторыми.

### 2011 год
Прекратив выступления с Братковой, Уколова экспериментировала с разными партнёрами. В июне на чемпионате мира в Риме дебютировала в дуэте с Екатериной Хомяковой. Девушки заняли первое место в группе, но затем проиграли в 1/16 финала.
В сентябре вернула себе звание чемпионки России, объединившись с Анастасией Васиной, а уже через неделю на Кубке России играла вместе с Ниной Птицыной, дойдя до финала.

### Мировой тур 2012
На этапе Мирового тура, прошедшем в июле в австрийском городе Клагенфурте (этап в числе шести самых престижных входит в «Большой шлем»), пара Уколова/Хомякова одержала победу впервые в истории российского женского пляжного волейбола. Гонорар за первое место составил $43 500. Все соперницы по турниру стояли в мировом рейтинге выше россиянок, посеянных на 28-м месте.
В финальном матче, из-за непогоды сыгранном в один день с полуфиналом (и всего за несколько дней до старта Лондонской Олимпиады), были повержены голландки Маделайн Меппелинк/Софи Ван Генстел. «Эта победа очень важна для девчонок, и уверенности в Лондоне придаст им обязательно», — предсказывал старший тренер сборной России Александр Сенченко

### Олимпийские игры 2012

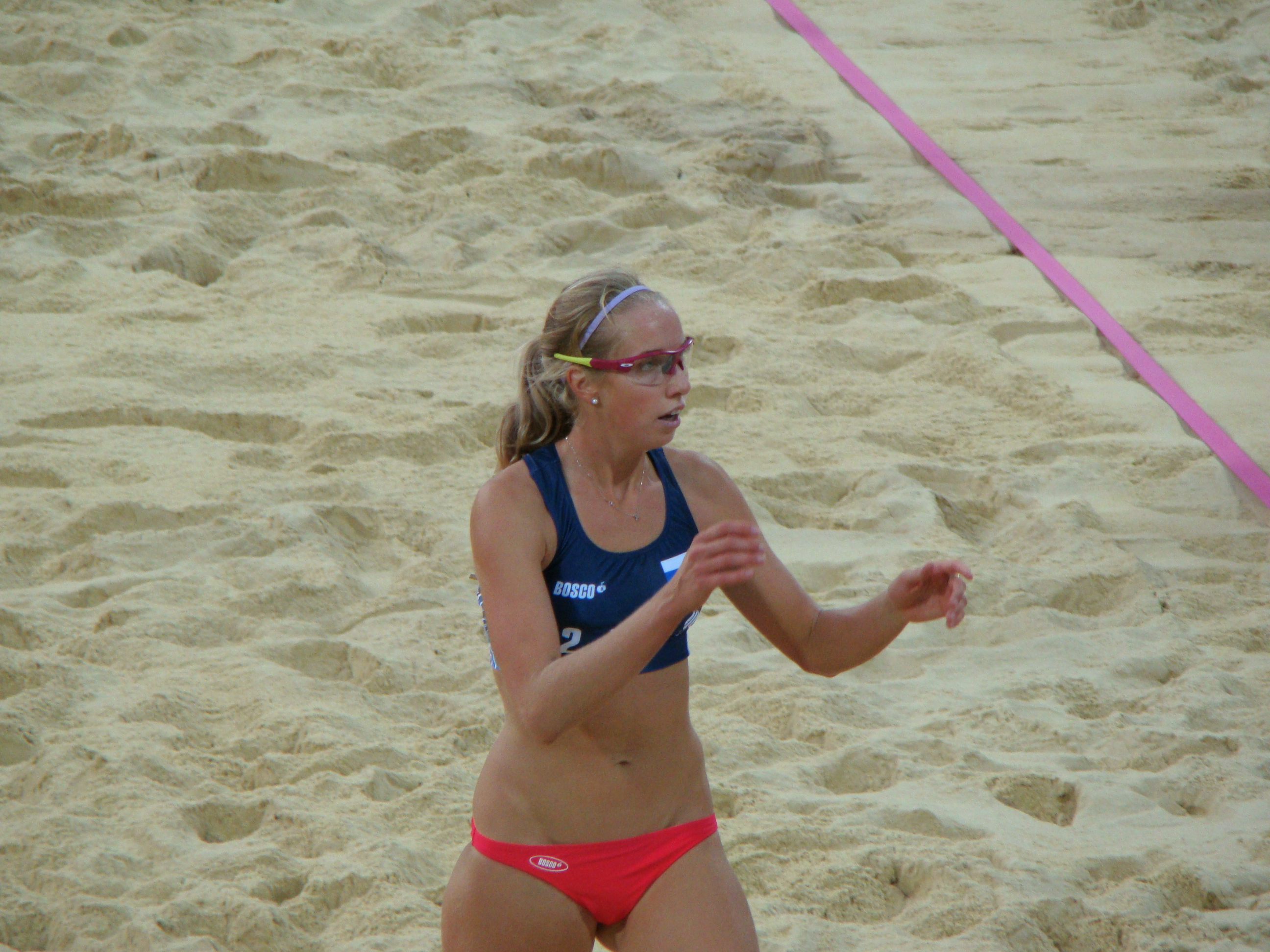
30 июля 2012 года, напряженный олимпийский поединок против канадских соперниц

Турнир лондонской Олимпиады Уколова и Хомякова начали с трёх матчей группового этапа. Выиграв два из них, они успешно решили задачу выхода в 1/8 финала.
Первый матч был проигран 28 июля итальянскому дуэту Грета Чиколари/Марта Менегатти в трёх партиях — 21:17, 18:21, 8:15. Россиянки атаковали чаще соперниц, но много ошибались. Сама Уколова оправдывала поражение судейскими ошибками.
Второй матч 30 июля был с большим напряжением выигран у канадской команды Мари-Эндри Лессард/Энни Мартин. Проигрывая первую партию, Уколова и Хомякова вырвали победу 21:18, в затянувшейся второй уступили 28:30, в третьей отставали почти до самого конца, но довели счёт до 15:13. «Мы подумали, что с командами, так скажем, среднего уровня теперь будем разбираться полегче, но не получилось», — сказала Уколова после матча.
Заключительный матч группы в присутствии 15 000 яростно болевших против россиянок зрителей они выиграли 1 августа у британской пары Шона Маллин/Зара Дэмпни со счётом 25:23, 21:13. Уколова и Хомякова быстрее соперниц приспособились к особенностям погоды:

«На центральном корте достаточно странный ветер, трудно понять, куда он дует. Внизу ты подкидываешь песок, он в одну сторону летит, а вверху флаги по-другому развеваются. Мяч очень сильно болтало. В начале второй партии мы наконец-то адаптировались к этому ветру, у нас получилось несколько удачных подач, и я считаю, именно этим мы соперниц придавили»— Интервью агентству «Р-Спорт»
Матч 1/8 финала 4 августа стал последним для российской пары на Олимпиаде. Китаянки Сюэ Чень/Чзан Си уверенно выбили Уколову и Хомякову из турнира (12:21, 11:21):

«Китаянки очень достойно сыграли, нашли все наши минусы, все слабые места, и воспользовались ими по полной. А мы, в свою очередь, допустили огромное количество ошибок. Нам для победы нужно было самим что-то сделать, держать свою игру. К сожалению, не получилось»— Интервью сайту Gazeta.ru

### После Игр в Лондоне
В сентябре 2012 года Евгения Уколова в четвёртый раз выиграла чемпионат России, на этот раз в паре с австрийской спортсменкой Барбарой Хансель из клуба «Витязь» (Анапа).
В июле 2013 года вместе с Екатериной Хомяковой дошла до 1/8 финала на чемпионате мира, стала победительницей Универсиады в Казани и турнира категории Open в Анапе.
В сезоне 2014 года после ухода в декретный отпуск Екатерины Бирловой (Хомяковой) Евгения выступала в паре с Марией Прокопьевой. Их лучшим результатом стали третьи места на этапах Мирового тура в Анапе и Блумфонтейне.
В 2015 году вновь образованная команда Уколова / Бирлова заняла 9-е место на чемпионате мира в Нидерландах и стала серебряным призёром чемпионата Европы в Клагенфурте
В 2018 году Уколова/Бирлова вновь стали чемпионками России, а в 2019 подтвердили лидерство и снова заняли 1 место..

## Достижения
- Чемпионка Универсиады (2013).
- Серебряный призёр чемпионата Европы (2015).
- Призовые места на этапах Мирового тура:
  - 1-е (Клагенфурт-2012 — GS, Анапа — 2013).
  - 2-е (Бангсаен-2012),
  - 3-е (Пхукет-2009, Аландские острова-2012, Анапа-2014, Блумфонтейн-2014).
- Чемпионка России (2007, 2008, 2011, 2012, 2016, 2018, 2019), серебряный (2010, 2013, 2014) и бронзовый (2009) призёр чемпионатов России .
- Обладательница Открытого Кубка России (2009), финалистка Кубка России (2011).
- На Олимпийских играх: 2012 — 9-е место.
- На чемпионатах мира: 2009 — 37-е место, 2011 — 17-е место, 2013 и 2015 — 9-е место.
- Чемпионка Европы U23 (2008).
- Чемпионка Европы U20 (2008).

## Награды
- Почётная грамота Президента Российской Федерации (19 июля 2013 года) — за высокие спортивные достижения на XXVII Всемирной летней универсиаде 2013 года в городе Казани[32]